# Flora Mesoamericana
De Flora Mesoamericana is een samenwerkingsproject dat is gericht op het in kaart brengen en beschrijven van de vaatplanten van Meso-Amerika. In het project participeren de Missouri Botanical Garden, het Instituto de Biología van de Universidad Nacional Autónoma de México (UNAM), het Natural History Museum en specialisten uit meerdere landen.
De resultaten van het project verschijnen zowel in gedrukte vorm als online (W³FM) in het Spaans. In 1994 verscheen de online versie op de server van het Natural Hstory Museum, tegenwoordig is de server van de Missouri Botanical Garden verantwoordelijk voor het project. In 1994 was de UNAM verantwoordelijk voor de eerste gedrukte publicatie van het project. 
Het project beschrijft vaatplanten, waaronder varens en varenachtigen. Niet alleen soorten die tot de oorspronkelijke flora behoren, maar ook ingeburgerde exoten, akkeronkruiden, ruderale soorten en gecultiveerde planten worden beschreven. Ook veel voorkomende hybriden worden besproken. 
Tot de specialisten die meewerken aan de Flora Mesoamericana, behoren Frank Almeda, Fred Barrie, Thomas Croat, Gerrit Davidse, Laurence Dorr, Robert Dressler, Aljos Farjon, Roy Gereau, Günter Gerlach, Peter Goldblatt, Victoria Hollowell, Sandra Knapp, Paul Maas, Scott Mori, Susanne Renner, Ole Seberg, Carmen Ulloa Ulloa, Maximilian Weigend en Henk van der Werff. In het verleden waren ook Chris Humphries (1947-2009) en Timothy Plowman (1944-1989) aan het project verbonden. 